# John Thules
Pour les articles homonymes, voir Thules.
John Thules (parfois orthographié Thulis ou Thewlis), né dans le Lancashire en 1568 et mort dans la même région le 18 mars 1616 est un prêtre catholique anglais arrêté et exécuté sous le règne de Jacques Ier.

## Biographie
Peu d'informations existent sur son histoire familiale. Il semble néanmoins être converti. Son nom en effet figure sur le registre de baptême de la paroisse anglicane de Whalley. Se sentant appelé à devenir prêtre catholique il se rend sur le continent et est inscrit au collège anglais de Douai le 25 mai 1583, collège alors délocalisé à Reims. Après une courte année de formation il reçoit la tonsure de la main du Cardinal Louis de Guise. En mars 1590 on le retrouve à Rome où il reçoit finalement l'ordination. Il est choisi pour la mission anglaise. Il embarque secrètement pour l'Angleterre en avril 1592 et effectue l'essentiel de son ministère dans sa région natale. Il est arrêté une première fois en 1600 emprisonné dans le château de Wisbech, Cambridgeshire. Libéré il est une fois de plus arrêté et emprisonné au château de Lancaster. Ses conditions de détention semble peu strictes. La veille même de son procès il réussit à s'échapper en compagnie d'un laïc catholique Roger Wrenno. Repris il est enfermé avec les prisonniers de droit commun. Jugé sommairement il est condamné à mort pour haute trahison. Le simple fait d'avoir été ordonné sur le continent faisait de lui un traître à la couronne. Avec lui est jugé et aussi condamné à mort Roger Wrenno pour qui participer à un office anglican lui aurait sauvé la vie. John Thules subit la peine réservée aux traîtres à savoir être pendu, traîné sur une claie jusqu'à la potence et mis en quart. Roger Wrenno est simplement pendu

## Sa vénération
Proclamé bienheureux par Jean-Paul II en 1987, John Thules fait partie des quatre-vingt-cinq Quatre-vingt-cinq martyrs d'Angleterre et de Galles béatifiés par ce dernier. Il est fêté le 18 mars individuellement, le 7 août avec les martyrs du Lancashire, le 22 novembre avec les quatre-vingt-quatre autres et enfin le 29 octobre avec les martyrs de Douai.